# Полонски, Абрахам
Абрахам Полонски (англ. Abraham Polonsky) (5 декабря 1910 года — 26 октября 1999 года) — американский кинорежиссёр, киносценарист и писатель. «Убеждённый коммунист, Полонски был одной из самых известных жертв Голливудского чёрного списка эпохи маккартизма начала 1950-х годов».
Полонски пришёл в кино в качестве сценариста в 1937 году после непродолжительной преподавательской и адвокатской карьеры. Во время Второй мировой войны Полонски служил в Управлении стратегических служб (предшественнице ЦРУ), затем вернулся в Голливуд, где написал сценарий для выпущенной независимо нуаровой боксёрской драмы «Тело и душа» (1947). Вслед за этим Полонски поднялся до должности режиссёра «с великолепным фильмом нуар „Сила зла“ (1948), который привлёк огромное внимание, несмотря на проблемы с дистрибуцией». «Как режиссёр и сценарист, Полонски был „автором“ трёх великих фильмов нуар прошлого века: „Тело и душа“ (1947) (он был автором сценария, фильм поставил его коллега по Компартии США Роберт Россен), „Сила зла“ (1948) (сценарист и режиссёр) и „Ставки на завтра“ (1959) (написал сценарий, используя имя другого человека)».
«Стойкий марксист, Полонски никогда не скрывал своего членства в Коммунистической партии». В 1951 году Полонски был внесён в чёрный список после отказа назвать имена своих друзей-коммунистов в Комиссии по расследованию антиамериканской деятельности. Он продолжал работать как сценарист, но его следующая режиссёрская работа — фильм «Скажи им, что Вилли-Бой здесь» — вышла только в 1970 году".

## Ранние годы
Абрахам Полонски родился 5 декабря 1910 года в Нью-Йорке в семье выходцев из России еврейского происхождения. Его отец был фармацевтом, который окончил Колумбийский университет и владел несколькими языками. Абрахам «находился под сильным влиянием социалистических идей своего отца».
В 1928 году Полонски поступил в Сити-колледж Нью-Йорка, где специализировался на английском языке и литературе. Затем после недолгой службы на торговом флоте он поступил в Юридическую школу Колумбийского университета, одновременно преподавая английский в Сити-колледже. После окончания Юридической школы в 1935 году он стал практикующим адвокатом, рассчитывая в перспективе заняться писательским трудом.
«В районе 1935-36 годов Полонски принял решение прочно связать себя с марксистскими убеждениями и вступил в Коммунистическую партию».

## Писательская и общественная карьера (1937-43)
Одной из клиенток Полонски по юридическим вопросам была руководительница популярного радиошоу «Голдберги» Гертруда Берг. В 1937 году она обратилась к нему за помощью найти интересный материал для сюжета о махинациях с законом. Написанный им текст настолько понравился Берг, что она немедленно наняла его в качестве одного из своих сценаристов. Полонски также написал несколько сценариев для радиопостановок Театра Меркурий Орсона Уэллса.
В 1935 или 1936 году Полонски вступил в Коммунистическую партию США, и стал редактором основанной из газеты «Домашний фронт». В 1939 году он стал директором по образованию Конгресса промышленных организаций, крупнейшей профсоюзной федерации квалифицированных рабочих в штате Нью-Йорк.
В этот период Полонски написал свой первый роман, «Первопроходцы», который рассказывал о богеме, радикалах и отчаявшихся интеллектуалах Нью-Йорка. Права на книгу приобрёл издатель, который вскоре вышел из бизнеса, и в итоге роман так и остался неопубликованным. В конце концов, Полонски добился успеха как романист. В 1942 году издательство «Саймон энд Шустер» опубликовало роман «Гусь приготовлен» (The Goose is Cooked), написанный им в соавторстве с Митчеллом А. Уилсоном под общим псевдонимом Эмметт Хогарт, а в 1943 году издательство «Литтл Браун» опубликовало его роман о морских приключениях «Враждебное море». В этом романе, рассказывавшем о попытке нацистов потопить американский нефтяной танкер, Полонски показал свою способность смешивать «жанровый материал с антифашистской политической тематикой в духе голливудских левых», что позволило ему выйти на самую широкую аудиторию.

## Карьера в кино (1947-51)
Творчеством Полонски заинтересовалась студия «Парамаунт», подписав с ним контракт в качестве сценариста, который гарантировал ему работу после войны. Будучи убеждённым противником нацизма, Полонски добился права поступить на службу в армию, несмотря на то, что был освобождён от воинской службы из-за плохого зрения. В 1943-45 годах он работал в Управлении стратегических служб, которое занималось разведывательной деятельностью. Полонски направили сначала в Лондон, а затем во Францию в качестве офицера по связи с французским Сопротивлением.
Вернувшись с войны, Полонски быстро испортил личные отношения с руководителем сценарного отдела студии «Парамаунт». В результате он не мог получить достойной работы, кроме очень слабого фильма «Золотые серёжки» (1947) с участием Марлен Дитрих. И хотя его имя было указано в титрах, по словам самого Полонски, ничего из того, что он написал, не попало на экран.
Полонски ушёл с «Парамаунт» и нашёл работу в только что созданной продюсерской компании «Энтерпрайз продакшнс», созданную популярным актёром Джоном Гарфилдом. «Гарфилд исповедовал коллективистскую философию, родственную Театру Группа на Бродвее, где проходила его театральная карьера. Гарфилд был сторонником левых идей, но не был членом Коммунистической партии, хотя и нанял режиссёра Роберта Россена, который, как и Полонски, был членом Компартии США».
Полонски достиг высшей точки успеха со сценарием классической боксёрской нуаровой драмы режиссёра Роберта Россена «Тело и душа» (1947) с Джоном Гарфилдом в главной роли боксёра, «который прокладывает себе путь к чемпионству бесчестным путём». Во время работы над фильмом Полонски постоянно присутствовал на съёмочной площадке и активно помогал Россену советами. Некоторые критики даже рассматривают Полонски как сорежиссёра, однако Полонски отверг это замечание, заявив, что «никто не может быть сорежиссёром фильма Роберта Россена». Фильм стал самым большим хитом студии «Энтерпрайз». Полонски завоевал номинацию на Оскар за лучший сценарий фильма, который был «очень высоко оценён в профессиональной среде как классика жанра вскоре после его выхода на экраны». «Сегодня перечень создателей картины читается как список жертв эпохи маккартизма: Гарфилд, который отказался „называть имена“, умер от сердечного приступа в 39 лет; актриса Энн Ревир была внесена в чёрный список; Россен в конечном итоге прошёл ритуал очищения путём донесения на своих друзей; актёр Канада Ли также был внесён в чёрный список».
«Гарфилд подтолкнул Полонски к тому, чтобы попробовать себя в роли режиссёра, что дало бы ему больший контроль над своим сценарием и возможность воплотить на экране собственное видение». Взяв за основу криминальный роман Айры Уолферта «Люди Такера» (1940), Полонски по собственному сценарию, написанному в соавторстве с Уолфертом, поставил фильм «Сила зла» (1948), плотную нуаровую драму о борьбе крупных дельцов за полный контроль над подпольным тотализатором в Нью-Йорке. «Один из самых ярких образцов американского кино и широко недооценённая классика, фильм демонстрирует изящество и скрытый формализм языка, создавая фон для жёсткой тематики и ярко выраженного холодного безразличия Гарфилда в роли познавшего всё преступного адвоката». Фильм содержал «нелицеприятные обвинения в адрес большого бизнеса, капитализма и политической коррупции» и восхвалялся как «лучший низкобюджетный фильм нуар всех времён». Так, критик Эндрю Сэррис заявил, что «Сила зла» (1948) является «одним из величайших фильмов современного американского кино».
Фильм «Сила зла», как и «Тело и душа», был посвящён теме «разрушительного воздействия материализма на человеческую душу, оба главных героя этих фильмов (которых сыграл Джон Гарфилд на вершине своего таланта) сталкиваются с потерей души под давлением соблазна больших денег. Вполне понятно, почему консерваторы были оскорблены „Силой зла“ так как, возможно, это самый радикальный фильм, который выпустил мейнстримовский Голливуд, и который был определённо заряжен марксизмом». Оба фильма «ставили под сомнение приоритет материальных целей, что было вызовом сложившемуся в обществе пониманию американской мечты в параноидальном климате Холодной войны начала 1950-х годов».
К моменту завершения работы над фильмом «Сила зла» студия Гарфилда обанкротилась, и «Метро-Голдвин-Майер», на которую фильм произвёл впечатление, взяла его в прокат. Однако по сути «Метро-Голдвин-Майер» утопила картину, выпустив её, во-первых, на Рождество, и, во-вторых, как дополнение к основному фильму на сдвоенных сеансах. Фильм был вскоре забыт вплоть до своего повторного открытия в начале 1960-х годов. Он стал классикой для целого поколения и оказал большое влияние на такие фильмы, как «Крестный отец» (1972) Фрэнсиса Форда Копполы, «где на одну доску ставились преступность и бизнес, бизнес и криминальное поведение». Этот фильм оставался единственной режиссёрской работой Полонски на протяжении почти 20 лет. В 1994 году фильм был отобран для сохранения в Национальном реестре кино Библиотекой Конгресса как «культурно, исторически и эстетически значимый».
Полонски стал соавтором сценария драмы из сферы швейного бизнеса «Я могу достать это вам по оптовой цене» (1951), которая стала его последней официальной работой в большом кино на последующие 17 лет. Взяв за основу роман, рассматривавший тему антисемитизма на примере отношения к еврейскому бизнесмену, Полонски заменил ей на историю о подавлении женщины в мире бизнеса. Вероятно, сценарий был слишком радикальным для студии «Двадцатый век Фокс», и некоторые части текста Полонски были «смягчены».

## Чёрный список Голливуда
В 1951 году Полонски предстал перед Комиссией палаты представителей конгресса США по расследованию антиамериканской деятельности. Отказавшись назвать имена известных ему коммунистов, он был внесён в чёрный список и на 17 лет был лишён возможности официально работать в американской киноиндустрии. Уйдя из Голливуда, Полонски вернулся в Нью-Йорк и стал работать для телевидения. «По иронии судьбы, он зарабатывал там почти столько же денег, как и на своём голливудском пике (2000 долларов в неделю)». Выступая под прикрытием чужого имени, он писал для телеканала «CBS» сценарии сериалов «Опасность» (1950-55) и «Ты там» (1953-57).
«Полонски написал несколько киносценариев либо под псевдонимами, либо под прикрытием чужих имён реальных людей, использованных по согласованию с ними. Его участие в большинстве этих фильмов так и осталось не известным — Полонски уважал тех людей, которые позволили ему использовать свои имена, и считал правильным признать за ними официальное авторство». «Впоследствии это стало разочарованием для тех, кто хотел разыскать фильмы, которые были созданы по его сценариям, написанным им под чужими именами… Полонски сказал, что дал людям слово, что он не предаст их доверия, и действительно, он отказался назвать свои анонимные работы, так как чувствовал, что этим нарушит своё обещание перед людьми, которые помогли ему в тяжёлый период, так как это привело бы к тому, что им будет отказано в признании их работы. Полонски заключил с ними честную сделку, и будучи человеком принципа, отказался нарушить свою клятву». Считается, в частности, что он был сорежиссёром (без упоминания имени) фильма Тайрона Гатри «Царь Эдип» (1957).
Наиболее известной работой Полонски (в которой он не был изначально указан в титрах) был сценарий фильма нуар Роберта Уайза «Ставки на завтра» (1959),. Полонски написал сценарий под именем своего друга, чернокожего писателя Джона О. Килленса. В 1996 году Гильдия писателей Америки добилась восстановления его имени в титрах фильма. Этот фильм, продюсером и исполнителем главной роли в котором был Гарри Белафонте, был криминальной драмой, и, «по мнению некоторых, последним „классическим“ фильмом нуар, который поставил тему расизма более жёстко, чем другие фильмы того времени, такие как „Не склонившие головы“ Стенли Крамера». Фильм представил темнокожего героя (роль которого играл Белафонте) как среднего, неудачливого человека, обременённого долгами от азартных игр и несчастным браком, что заставляет его принять участие в ограблении банка вместе с бывшим полицейским, а также психически неуравновешенным бывшим солдатом с расистскими взглядами (Роберт Райан), отношение которого к чернокожему партнёру в конечном счёте приводит к провалу.

## Дальнейшая карьера
«Реабилитированный значительно позже, чем его коллеги Далтон Трамбо, Джозеф Лоузи и Карл Форман, Полонски наконец увидел своё имя снова на экране в качестве автора сценария детективной драмы Дона Сигела „Миллионы Мадигана“» (1968), остро поставившей вопросы полицейской коррупции.
На следующий год Полонски стал режиссёром своего второго фильма (через 21 год после дебюта) «Скажи им, что Вилли-бой здесь» (1969), «истории о бродяге-индейце, которого преследует грубое и бесчувственное общество», которую Полонски превратил «в обвинение геноциду, расизму, и человеческой травле», что «несло значительное сходство с преследованием его самого».
После выхода получившего хорошие отзывы «Вилли-боя» Полонски поставил фильм «Роман конокрада» (1971), который вернул его к этническим корням, польской приграничной территории, откуда на рубеже веков бежал его отец. Фильм описывался как представляющий «радикальную версию „Скрипача на крыше“, восточноевропейской еврейской саги эпохи до Холокоста, как её рассказал бы только непоколебимый марксист» . «Кажется, что это глубоко личный фильм для Полонски, несмотря на то, что сценарий написал не он. В основу сценария положена история о двух конокрадах, которые прячут своё имущество от царского чиновника в годы начала Русско-японской войны. Такую историю Полонски мог услышать в детстве, и фильм, со всех точек зрения, довольно игривый и лёгкий». Этот, третий и последний фильм Полонски «стал жертвой плохой дистрибуции и рекламы».
После этого фильма врачи поставили Полонски в известность, что его сердце может не выдержить напряжения режиссёрской работы, так что он оставил эту часть работы, хотя и продолжал писать сценарии вплоть до конца жизни.
Сценарии шпионского триллера Марка Робсона «Экспресс Лавина» (1978) с Ли Марвином и Робертом Шоу, а также драме о восхождении священника к власти в Ватикане «Монсеньор» (1982) с Кристофером Ривом в главной роли подвели итог кинокарьере Полонски. Неофициально он участвовал в работе над сценарием биографической драмы «Мамочка дорогая» (1981) о голливудской звезде Джоан Кроуфорд, поставленной по мемуарам её приёмной дочери Кристины Кроуфорд и по роману А. Е. Хотчнер «Человек, который жил в Ритц» (1981).

## Последние годы жизни
«После выхода в свет в 1980 году книги Виктора Наваски „Называя имена“, общественное мнение отвернулось от информаторов Комиссии по расследованию антиамериканской деятельности, а Полонски был заново открыт исследователями кино».
Полонски преподавал философский курс в Киношколе Университета Южной Калифорнии под названием «Сознание и содержание».
Полонски был глубоко оскорблён, когда в его сценарии фильма «Виновен по подозрению» (1991) режиссёр Ирвин Уинклер заменил главного героя (режиссёра, который был внесён в чёрный список после отказа сотрудничать с Комиссией по расследованию антиамериканской деятельности) с члена Коммунистической партии на относительно аполитичного либерала. Полонски не только снял своё имя с упоминания в картине, но также отказался от должности исполнительного продюсера, которая сулила ему немалый доход. Он громко выступал в прессе, выражая гнев в отношении Уинклера и своё несогласие с фильмом.
Он также «резко возражал против награждения почётным Оскаром режиссёра Элии Казана, который был самой заметной фигурой, „назвавшей имена“ Комиссии по расследованию антиамериканской деятельности». В интервью «Village Voice» 23 марта 1999 года Полонски сказал: «В отношении Казана я скажу три вещи. Первое, я бы не хотел быть похроненным на одном кладбище с этим парнем. Второе, если бы я находился на необитаемом острове с ним, я боялся бы заснуть, так как он, возможно, съел бы меня на завтрак. Третье, мы уже вручили ему премию Бенедикта Арнольда, которую обычно держат для убийц президентов. Разница в том, что он убил не президента, а всего лишь своих лучших друзей».
В 1999 году Полонски разделил с Джулиусом Эпстейном награду кинокритиков Лос-Анджелеса за достижения на протяжении жизни.
Абрахам Полонски умер от сердечного приступа на 89-м году жизни в Беверли-Хиллс, Калифорния, 26 октября 1999 года.

## Фильмография

### Сценарист
- 1947 — Золотые серьги / Golden Earrings
- 1947 — Тело и душа / Body and Soul
- 1948 — Сила зла / Force of Evil
- 1951 — Я могу достать это вам по оптовой цене / I Can Get It for You Wholesale
- 1959 — Ставки на завтра / Odds Against Tomorrow
- 1963 — 65 — Театр саспенса Крафт / Kraft Suspense Theatre (сериал)
- 1968 — Миллионы Мадигана / Madigan
- 1969 — Скажи им, что Вилли-Бой здесь / Tell Them Willie Boy Is Here
- 1979 — Экспресс Лавина / Avalanche Express
- 1982 — Монсеньор / Monsignor

### Режиссёр
- 1948 — Сила зла / Force of Evil
- 1957 — Царь Эдип / Oedipus Rex
- 1969 — Скажи им, что Вилли-Бой здесь / Tell Them Willie Boy Is Here
- 1971 — Роман конокрада / Romansa konjokradice